# Klasifikace jednoduchých konečných grup
Klasifikace jednoduchých konečných grup je matematické tvrzení. Říká, že každá jednoduchá grupa, která má konečný počet prvků, je izomorfní buď jedné z 18 sérií grup, anebo jedné z 26 sporadických grup. Všechny tyto grupy jsou explicitně popsány a věta o klasifikaci tvrdí, že žádná jiná konečná jednoduchá grupa neexistuje. Kvůli ohromné náročnosti jejího důkazu bývá v angličtině také nazývána „Enormous theorem“.

## Historie důkazu
Odvození a důkaz klasifikace byl jedním z nejrozsáhlejších projektů dějin matematiky. Původně se skládal z více než 500 odborných článků a asi 15 tisíc stran tištěného textu. Účastnilo se jej mezi léty 1920 a 1980 aktivně více než 100 matematiků. Protože části důkazů byly prověřovány pomocí počítačů, existují o korektnosti důkazů u některých matematiků pořád pochybnosti. Po dokončení důkazu kolem 1980 započali vedoucí matematici oboru jako Michael Aschbacher a Daniel Gorenstein program na zjednodušení důkazu, podrobnou dokumentaci a doplnění sporných nebo chybějících částí. U toho objevili mezery, které se většinou daly bez větších komplikací doplnit. Jedna mezera však byla obtížnější a zaplněna byla až roku 2002 (Aschbacher, Smith: The classification of quasithin groups, AMS).

## Seznam konečných jednoduchých grup

### Nekonečné série

#### Cyklické grupy prvočíselného řádu
Cyklické grupy {\displaystyle \mathbb {Z} _{p}} pro p prvočíslo jsou jediné příklady jednoduchých konečných Abelových grup.

#### Alternující grupy
Alternující grupa {\displaystyle A_{n}} je grupa všech sudých permutací {\displaystyle n}-prvkové množiny. Jsou jednoduché pro {\displaystyle n>4}. Grupa {\displaystyle A_{5}} má 60 prvků a je nejmenší nekomutativní jednoduchou grupou.

#### Grupy Lieova typu
Další jednoduché konečné grupy jsou tvořeny grupami Lieova typu, anebo též Chevalleyho grupami, což jsou lineární algebraické grupy nad nějakým konečným tělesem. Zbylých 16 sérií jednoduchých konečných grup je tvořeno grupami Lieova typu.
Pro konečné těleso řádu {\displaystyle q=p^{n}} je speciální projektivní grupa (resp. projektivní speciální lineární grupa) {\displaystyle A_{n}(q)} definována jako grupa matic dimenze {\displaystyle n+1} s determinantem rovným jedné nad tímto tělesem, z které se odfaktoruje její centrum (tvořeno násobky jednotkové matice). Tato série grup má tedy parametry {\displaystyle q} (mocnina prvočísla) a {\displaystyle n} (přirozené číslo). Všechny tyto grupy jsou jednoduché kromě {\displaystyle A_{1}(2)} a {\displaystyle A_{1}(3)}. Alternativní značení je {\displaystyle PSL(n,q)}.
Další série {\displaystyle B_{n}(q)} resp. {\displaystyle D_{n}(q)} jsou tvořeny ortogonálními maticemi dimenze {\displaystyle 2n+1} resp. {\displaystyle 2n} které mají determinant a spinorovou normu rovnu jedné. Kromě grupy {\displaystyle B_{2}(2)} jsou všechny jednoduché. Série {\displaystyle C_{n}(q)} pozůstává se symplektických grup, z kterých se odfaktoruje centrum. Všechny grupy {\displaystyle C_{n}(q)} jsou jednoduché.
Dalších 5 sérií jsou analogie výjimečných Lieových grup. Jsou však definovány nad každým konečným tělesem, proto se jedná o série, indexované číslem {\displaystyle q=p^{n}}. Značí se {\displaystyle E_{6}(q),E_{7}(q),E_{8}(q),F_{4}(q),G_{2}(q)} a kromě {\displaystyle G_{2}(2)} jsou všechny jednoduché.
Další 4 série tvoří tzv. Steinbergovy grupy. První z nich je analogie unitárních grup. Existence a konstrukce Steinbergových grup souvisí se symetriemi Dynkinových diagramů grup {\displaystyle A_{n},D_{n}} a {\displaystyle E_{6}}, které definují vnější automorfismy těchto grup. Steinbergovy grupy se dají definovat jako pevné body složení akce těchto vnějších automorfizmů a jistého automorfizmu příslušného tělesa. Série se značí {\displaystyle ^{2}A_{n}(q^{2}),^{2}D_{n}(q^{2}),^{2}E_{6}(q^{2}),^{3}D_{4}(q^{2})}.
Další série jsou tzv. Suzukiho grupy {\displaystyle ^{2}B_{2}(2^{2n+1})}, jejichž existence a konstrukce souvisí s existencí speciálního automorfismu těles charakteristiky 2, jehož druhá mocnina je Frobeniův automorfizmus. Podobně se nad speciálními tělesy charakteristiky 2 a 3 definují i Reeovy grupy {\displaystyle ^{2}F_{4}(2^{2n+1})} a {\displaystyle ^{2}G_{2}(3^{2n+1})}.

### Sporadické grupy
Pět sporadických grup bylo objeveno Mathiem kolem roku 1860 a zbylých 21 mezi léty 1965 a 1975. Většina z nich se jmenuje po matematicích, kteří jako první předpověděli jejich existenci. Seznam jmen těchto grup je:
- Mathiovy grupy M11, M12, M22, M23, M24
- Jankovy grupy J1, J2 resp. HJ, J3 resp. HJM, J4
- Conwayovy grupy Co1 resp. F2−, Co2, Co3
- Fischerovy grupy Fi22, Fi23, Fi24′ resp. F3+
- Higman–Simsova[zdroj?] grupa HS
- McLaughlinova grupa McL
- Heldova grupa He resp. F7+ resp. F7
- Rudvalisova grupa Ru
- Suzukiho sporadická grupa Suz, resp. F3−
- O'Nanova grupa O'N
- Harada–Nortonova grupa HN resp. F5+ resp. F5
- Lyonsova grupa Ly
- Thompsonova grupa Th resp. F3|3 resp. F3
- Malá monstergrupa (Baby Monster group) B resp. F2+ resp. F2
- Fischer–Griessova monstergrupa M, resp. F1